# Lookin' Out My Back Door
«Lookin' Out My Back Door» es una canción del grupo estadounidense Creedence Clearwater Revival, escrita por John Fogerty e incluida en el álbum Cosmo's Factory de 1970. Fue publicada como sencillo en 1970 junto a "Long as I Can See the Light".
La canción comienza y termina con la mención de Illinois, y cerrando la puerta principal en un vano intento de evitar que sus problemas allí lo sigan a casa. El cantante de country Buck Owens también se menciona en la canción; El cantante de country Buddy Alan, hijo de Buck Owens, grabó una versión de la canción en 1971.

## Posicionamiento en listas
| Lista(1970)                           | Máxima posición |
| ------------------------------------- | --------------- |
| Austria (Ö3 Austria Top 40)           | 1               |
| Bélgica (Flandes) (Ultratop 50)       | 13              |
| Bélgica (Valonia) (Ultratop 50)       | 12              |
| Canadá (RPM Top Singles)              | 1               |
| Alemania (Offizielle Deutsche Charts) | 2               |
| Nueva Zelanda (Listener)              | 4               |
| Noruega (VG-lista)                    | 1               |
| Sudáfrica (Springbok)                 | 2               |
| Estados Unidos (Billboard Hot 100)    | 2               |
| Estados Unidos (Cash Box Hot 100)     | 1               |

## Personal
- John Fogerty - voz principal, guitarra principal
- Tom Fogerty - guitarra rítmica
- Stu Cook - bajo, teclados
- Doug Clifford - batería, percusión

## Otras Versiones
- Jody Miller hizo una versión de la canción en su álbum Look at Mine.[13]
- La canción fue versionada por la banda finlandesa de death metal melódico Children of Bodom en su álbum de 2008 Blooddrunk como bonus track en el lanzamiento en el Reino Unido.[14]